# اس‌ام یوبی-۷۲
اس‌ام یوبی-۷۲ (به انگلیسی: SM UB-72) یک زیردریایی است که طول آن ۵۵٫۵۲ متر (۱۸۲٫۲ فوت) می‌باشد. این زیردریایی در سال ۱۹۱۷ ساخته شد.